# Фініфть

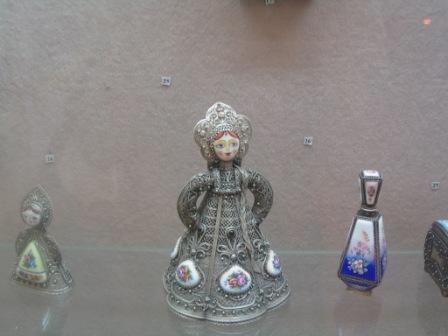

Фіні́фть — емаль, якою покривають візерунки на металевих виробах і порцеляні. Це тонкий шар легкоплавкого скла, закріплений на поверхні керамічних і металевих виробів.
Згодом фініфтю стали називати металеві вироби, оздоблені такою емаллю, а майстрів, що виготовляли такі вироби, — фініфтярами. Фініфтю також називають техніку виготовлення таких виробів.
Фініфть використовували в Київській державі княжих часів, а також на Гетьманщині у 17–18 століттях.
Застосовується і в сучасній ювелірній справі.
Серед українських фініфтярів:
- Федір Ааронський;
- Михайло Білоусович, уродженець Гоголівської сотні Гетьманщини.